# Mara Wilson
Mara Elizabeth Wilson (Los Angeles, 24 de julho de 1987) é uma atriz americana, mais conhecida por seus papéis como estrela infantil, particularmente em Mrs. Doubtfire (1993), Miracle on 34th Street (1994) e Matilda (1996).

## Biografia

### Infância
Wilson nasceu em Burbank, Califórnia. Ela é a filha mais velha de Mike Wilson, um engenheiro de transmissão de TV da KTLA-TV News e da falecida Suzie Shapiro Wilson, uma dona de casa e voluntária da escola Burbank PTA. A mãe de Wilson era judia e seu pai é em parte descendente de irlandeses, Mara foi criada como judia e se tornou ateísta quando tinha 15 anos.
Ela tem três irmãos mais velhos - Danny, Jon e Joel - e uma irmã mais nova, Anna. O comentarista político Ben Shapiro é seu primo materno. Sua mãe foi diagnosticada com câncer de mama em 10 de março de 1995, e morreu em 26 de abril de 1996. O filme Matilda foi dedicado à sua memória. Wilson lembrou mais tarde que isso afetou sua paixão por atuar. Suzie Wilson está enterrada no Mount Sinai Memorial Park, em Los Angeles, Califórnia.
Wilson estudou na Idyllwild Arts Academy, perto de Palm Springs, Califórnia. Após a graduação em 2005 ela mudou-se para Nova York onde continuou seus estudos na Tisch School of the Arts da Universidade de Nova York, graduando-se em 2009. Enquanto estudava na New York University ela teve seu próprio show, chamado Weren't You That Girl? ("Você Não é Aquela Garota?").

### Carreira
Wilson ficou interessada em atuar depois de assistir ao irmão mais velho, Danny, aparecer em comerciais de televisão. Inicialmente os pais de Wilson estavam relutantes, mas eventualmente concordaram em deixá-la agir. Depois de aparecer em uma série de comerciais para empresas americanas, como Lunchables, Bank of America, Texaco e Marshall, Mara foi convidada para fazer um teste para a comédia de 1993, Mrs. Doubtfire. Os produtores ficaram impressionados e lhe deram o papel de Natalie Hillard. No ano seguinte Wilson apareceu no remake de Miracle on 34th Street. Em 1994 ela foi escalada em um papel recorrente como Nikki Petrova em Melrose Place e interpretou Barbara Barton no filme A Time to Heal.
Wilson cantou "Make 'Em Laugh" na 67ª cerimônia do Oscar em 27 de março de 1995, com Tim Curry e Kathy Najimy. Em 1995 ela ganhou o Prêmio ShoWest de Melhor Estrela do Ano. Seu trabalho no cinema chamou a atenção de Danny DeVito e Wilson foi escalada como a protagonista principal do filme Matilda. Wilson foi nomeada para três prêmios por sua performance, ganhando o YoungStar Award de Melhor Performance por uma jovem atriz em um filme de comédia. Em 1997 ela estrelou em Um simples desejo ao lado de Martin Short. Embora Wilson tenha sido indicada para três prêmios o filme recebeu críticas negativas pela crítica.
Em 1997 Wilson foi considerada para um papel em What Dreams May Come estrelado por Robin Williams, mas ela não conseguiu o papel. Um ano depois fez o teste para o remake de 1998 The Parent Trap, igualmente sem sucesso. O papel foi dado a Lindsay Lohan depois que Wilson foi considerado jovem demais. Em 1999 ela interpretou Willow Johnson no filme Balloon Farm, de 1999, do Disney Channel, baseado em um livro de ficção. Em 2000 Wilson apareceu no filme de aventura Thomas and the Magic Railroad ,que foi seu último filme como atriz infantil. Wilson se aposentou pouco depois, ainda tendo recebido um roteiro do filme de 2001 Donnie Darko, mas ela se recusou a fazer um teste para o filme.

#### 2012 – presente
Em 2012 Wilson apareceu brevemente em um episódio de uma série da web chamada Missed Connection, no papel de Bitty e fez aparições especiais em programas de revisão da internet para That Guy with the Glasses - mais notavelmente uma virada cômica interpretando uma adulta Matilda durante uma resenha de Matilda por The Nostalgia Chick, Lindsay Ellis. Naquele ano Wilson explicou por que ela havia deixado de atuar no cinema: "atuar no cinema não é muito divertido. Fazer a mesma coisa uma e outra vez até que, aos olhos do diretor, você 'acerta", não permite muita liberdade criativa. Os melhores momentos que eu tive em sets de filmagem foram os tempos o diretor me deixou expressar, mas esses eram raros". No entanto Wilson voltou a atuar no filme de comédia e drama de 2015, Billie Bob Joe.
Wilson teve entre 2013 e 2020 um papel recorrente no podcast Bem-vindo ao Night Vale como "A velha sem rosto que vive secretamente em sua casa", bem como seu próprio programa de narração chamado What Are You Afraid Of? ("O Que Você tem Medo?"). Seu objetivo é transformar o que você tem medo? em um podcast. Em 2016 Wilson fez um breve retorno à televisão em um episódio inspirado pela Sra. Doubtfire de Broad City. Ela interpretou uma garçonete onde a cena cômica de Heimlich foi reencenada. Nesse mesmo ano ela também dublou Jill Pill, uma aranha antropomórfica roteirista-diretora, na terceira temporada de BoJack Horseman.

## Vida pessoal
Aos 12 anos Wilson foi diagnosticada com transtorno obsessivo-compulsivo. e também com TDAH. Em 2015 ela colaborou com o Project UROK, uma organização sem fins lucrativos cuja missão é ajudar adolescentes com doenças mentais. Wilson apareceu em um vídeo no qual ela fala sobre as doenças mentais que ela experimentou, incluindo ansiedade, depressão e transtorno obsessivo-compulsivo. Ela também discutiu sua história de doença mental no podcast de Paul Gilmartin, Mental Illness Happy Hour.
Desde 2013 Wilson reside em Queens, Nova York. Após o tiroteio em uma boate em Orlando em junho de 2016, Wilson revelou ser bissexual.
Em uma entrevista à NPR, Nancy Cartwright afirmou que uma jovem Mara Wilson foi a inspiração para a voz de um personagem no episódio de Os Simpsons "Bart Sells His Soul".

## Filmografia
| Filmes | Filmes                        | Filmes                        | Filmes                   |
| Ano    | Título Original               | Título (Brasil)               | Papel                    |
| ------ | ----------------------------- | ----------------------------- | ------------------------ |
| 1993   | Mrs. Doubtfire                | Uma Babá Quase Perfeita       | Natalie 'Nattie' Hillard |
| 1994   | A Time to Heal                | A Time to Heal                | Barbara Barton (para TV) |
| 1994   | Miracle on 34th Street        | Milagre na Rua 34             | Susan Walker             |
| 1996   | Matilda                       | Matilda                       | Matilda Wormwood -       |
| 1997   | A Simple Wish                 | Um Passe de Mágica            | Anabel Greening          |
| 1999   | Balloon Farm                  | Balloon Farm                  | Willow Johnson (para TV) |
| 2000   | Thomas and the Magic Railroad | Thomas e a Ferroviária Mágica | Lily                     |
| 2005   | Cinderella                    |                               |                          |
| Séries |                               |                               |                          |
| Ano    | Título                        | Papel                         | Notas                    |
| 1993   | Melrose Place                 | Nikki Petrova                 | 5 episódios              |
| 1996   | Pearl                         | Samantha Stein                | 1 episódio               |
| 1999   | Batman Beyond                 | Tamara                        | 1 episódio               |

## Prêmios e Indicações
| Prêmios | Prêmios   | Prêmios             | Prêmios              | Prêmios                    | Prêmios                                                                    |
| Ano     | Resultado | Premiação           | Categoria            | Título                     | Observação                                                                 |
| ------- | --------- | ------------------- | -------------------- | -------------------------- | -------------------------------------------------------------------------- |
| 1995    |           | ShoWest Awards      | Estrela Jovem do Ano |                            |                                                                            |
| 1997    | Venceu    | YoungStar Awards    | Melhor Atriz         | Matilda                    | A mãe de Mara faleceu durante a gravação do filme "MATILDA" no ano de 1996 |
| 1997    | Indicada  | Young Artist Awards | Melhor Atriz         | Matilda                    |                                                                            |
| 1997    | Indicada  | Saturn Awards       | Melhor Atriz         | Matilda                    |                                                                            |
| 1998    | Indicada  | YoungStar Awards    | Melhor Atriz         | Um Passe de Mágica         |                                                                            |
| 1998    | Venceu    | Young Artist Awards | Melhor Atriz         | Um Passe de Mágica         |                                                                            |
| 1998    | Indicada  | Saturn Awards       | Melhor Atriz         | Um Passe de Mágica         |                                                                            |
| 2000    | Indicada  | YoungStar Awards    | Melhor Atriz         | Thomas e a Ferrovia Mágica |                                                                            |
| 2001    | Indicada  | Young Artist Awards | Melhor Atriz         | Thomas e a Ferrovia Mágica |                                                                            |